# Ивата, Томоки
Томо́ки Ива́та (яп. 岩田 智輝; род. 7 апреля 1997, Оита) — японский футболист, полузащитник клуба «Бирмингем Сити». Выступал в национальной сборной Японии.

## Карьера

### «Оита Тринита»
Футболом начал заниматься в возрасте 3 лет. В юношеские годы попал в структуру футбольной академии японского клуба «Оита Тринита», где первоначально стал выступать за юношескую команду в возрастной категории до 15 лет. В 2015 году футболист также стал привлекаться к играм с основной командой японского клуба. Дебютировал за клуб 14 октября 2015 года в матче Кубка Императора против клуба «Иокогама Ф. Маринос». В марте 2016 года футболист был переведён в основную команду клуба. По итогу своего дебютного полноценного сезона футболист вместе с клубом стал победителем Третьего дивизиона Джей-лиги. Сам же футболист на протяжении всего сезона был одним из основных игроков клуба, отличившись забитым голом голом и 3 результативными передачами в рамках чемпионата. 
Новый сезон за клуб футболист начинал с матча 26 февраля 2017 года против клуба «Ависпа Фукуока», выйдя на поле в стартовом составе. Первоначально футболист начинал сезон как основной игрок клуба, но вскоре потерял своё место в стартовом составе, а затем и вовсе выбыл из распоряжения клуба. Под конец сезона футболист вернулся в основную команду клуба. Первым результативным действием отличился 28 октября 2017 года в матче против клуба «ДЖЕФ Юнайтед Итихара Тиба», отдав голевую передачу. Закончил сезон на итоговом девятом месте, проведя за клуб всего лишь 12 матчей. В следующем сезоне 2018 года футболист также пропустил первую его половину, вернувшись в расположение клуба лишь в июне того же года. Футболист затем сразу же закрепился в основной команде, став выступать в амплуа центрального защитника, по итогу став серебряным призёром Второго дивизиона Джей-лиги.
К своему первому сезону в японском чемпионате футболист полноценно готовился с основной командой. Дебютный матч в чемпионате сыграл 23 февраля 2019 года против клуба «Касима Антлерс», выйдя на поле в стартовом составе. Первым результативным действием отличился 17 марта 2019 года в матче против клуба «Иокогама Ф. Маринос», отдав голевую перепаду. В матче 14 апреля 2019 года против клуба «Вегалта Сэндай» футболист забил свой первый в сезоне гол. На протяжении всего сезона футболист продолжал выступать в клубе как один из ключевых игроков клуба, вместе с которым смог закрепиться в середине турнирной таблицы чемпионата. Всего за сезон футболист смог отличился 4 забитыми голами и 2 результативными передачами. В следующем сезоне 2020 года футболист продолжил выступать за клуб на ведущих ролях.

### «Иокогама Ф. Маринос»
В декабре 2020 года японский клуб «Иокогама Ф. Маринос» объявил о трансфере игрока. Дебютировал за клуб  26 февраля 2021 года в матче против клуба «Кавасаки Фронтале», выйдя на поле в стартовом составе. Первым результативным действием за клуб футболист отличился 7 марта 2021 года в матче против клуба «Санфречче Хиросима», отдав голевую передачу. Дебютный гол за клуб забил 27 марта 2021 года в матче Кубка Джей-лиги против клуба «Санфречче Хиросима». Футболист быстро смог закрепиться в основной команде японского клуба, вместе с которым по итогу сезона стал серебряным призёром чемпионата, чередуя матчи в амплуа центрального защитника и опорного полузащитника, отличившись забитым голом и 2 результативными передачами во всех турнирах.
Новый сезон за клуб футболист начал с матча 19 февраля 2022 года против клуба «Сересо Осака», выйдя на поле в стартовом составе. В апреле 2022 года вместе с клубом отправился на матчи Лиги чемпионов АФК. Первый матч на турнире сыграл 16 апреля 2022 года против вьетнамского клуба «Хоангань Зялай». Первым результативным действием в сезоне отличился 25 апреля 2022 года также в матче Лиги чемпионов АФК против австралийского «Сиднея». Первым забитым голом в сезоне отличился 30 июля 2022 года в матче против клуба «Касима Антлерс». В первом матче плей-офф Лиги чемпионов АФК 18 августа 2022 года футболист вместе с клубом уступил японскому клубу «Виссел Кобе» и закончил своё выступление на турнире. На протяжении всего турнира футболист оставался ключевым игроком клуба, отличившись 2 забитыми голами и 2 результативными передачами во всех турнирах. Стал победителем чемпионата, также получив награду Самого ценного игрока Джей-лиги.

#### Аренда в «Селтик»
В декабре 2022 года футболист на правах аренды перешёл в шотландский клуб «Селтик» до конца сезона. Дебютировал за клуб 21 января 2023 года в матче Кубка Шотландии против клуба «Гринок Мортон», выйдя на замену в начале второго тайма. Дебютный матч в шотландском чемпионате сыграл 1 февраля 2023 года против клуба «Ливингстон». Вместе с клубом стал обладателем Кубка шотландской лиги, где в финале 26 февраля 2023 года с минимальным преимуществом победили «Рейнджерс». Первым результативным действием за клуб футболист отличился 22 апреля 2023 года в матче против клуба «Мотеруэлл», отдав голевую передачу. По итогу сезона футболист досрочно стал победителем шотландского чемпионата, а позже и обладателем Кубка Шотландии, тем самым оформив требл. 

### «Селтик»
В июле 2023 года футболист полноценно присоединился к шотландскому «Селтику». Новый сезон футболист начал как игрок скамейки запасных. В сентябре 2023 года отправился на матч группового этапа Лиги чемпионов УЕФА. Дебютный матч в рамках еврокубкового турнира сыграл 19 сентября 2023 года против нидерландского «Фейеноорда», выйдя на замену на 67 минуте. Первый матч в рамках шотландского чемпионата сыграл 23 сентября 2023 года против клуба «Ливингстон». Дебютный гол за клуб забил 22 октября 2023 года в матче против клуба «Харт оф Мидлотиан».

## Международная карьера
Футболист выступал за японские юношеские и молодёжные сборные. В мае 2019 года футболист получил вызов в национальную сборную Японии для участия в Кубке Америки. Дебютировал за сборную 20 июня 2019 года в матче против сборной Уругвая. Затем футболист продолжительное время не вызывался в сборную. В июле 2022 года впервые за долгое время получил вызов в сборную для участия в чемпионате Восточной Азии по футболу. По итогу турнира футболист вместе со сборной стал победителем турнира, победив сборные Гонконга, Китая и Южной Кореи.

## Достижения
Клубные
«Оита Тринита»
- Победитель Третьего дивизиона Джей-лиги: 2016

«Иокогама Ф. Маринос»
- Чемпион Японии: 2022

«Селтик»
- Чемпион Шотландии: 2022/23
- Обладатель Кубка шотландской лиги: 2022/23
- Обладатель Кубка Шотландии: 2022/23

Сборная
Япония
- Победитель чемпионата Восточной Азии по футболу: 2022

Индивидуальные
- Самый ценный игрок Джей-лиги: 2022